# Walter Stull
Walter Arthur Stull  (Nebraska, 27 de janeiro de 1879 — Los Angeles, 10 de janeiro de 1961) foi um diretor e ator de cinema norte-americano. Ele apareceu em 95 filmes entre 1911 e 1917, como também dirigiu 13 produções entre 1915 e 1916.